# Trichoniscus medius
Trichoniscus medius är en kräftdjursart som beskrevs av Carl 1908B. Trichoniscus medius ingår i släktet Trichoniscus och familjen Trichoniscidae. Inga underarter finns listade i Catalogue of Life.